# Kopete

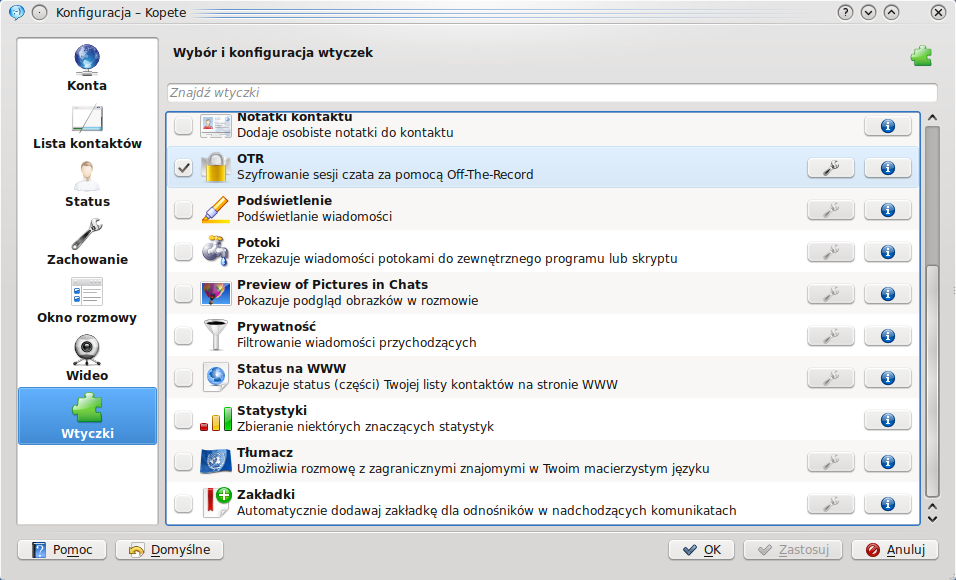
Konfiguracja Kopete

Kopete – komunikator internetowy obsługujący takie protokoły jak Jabber, ICQ, Yahoo! Messenger, Gadu-Gadu, IRC i inne. Kopete jest częścią składową środowiska KDE.
Kopete ma za zadanie umożliwić użytkownikom łatwe korzystanie z wielu protokołów internetowej komunikacji z poziomu jednej aplikacji.

## Obsługiwane protokoły
Kopete umożliwia korzystanie z większości współczesnych protokołów wykorzystywanych przez komunikatory internetowe na całym świecie. Są to:
- AIM
- ICQ
- MSN
- Yahoo! Messenger
- Jabber
- IRC
- Novell GroupWise Messenger
- Lotus Sametime
- Gadu-Gadu
- SMS

Program dzięki modularnej budowie i odpowiedniemu API umożliwia łatwe rozszerzanie powyższej listy o nowe protokoły.

## Funkcje programu
Program ten może być łatwo wzbogacany o nowe funkcje dzięki wykorzystaniu architektury wtyczek. Obecnie dostępne są m.in. następujące rozszerzenia:
- Alias.
- Automatyczne zastępowanie – automatycznie zastępuje wybrane frazy.
- Czego słucham – informuje rozmówcę o aktualnie odsłuchiwanym utworze.
- Efekty tekstowe – dodaje zabawne efekty do wysyłanego tekstu.
- Historia – zapisuje przeprowadzane rozmowy.
- KopeTeX – renderuje wzory matematyczne zapisane w konwencji systemu LaTeX przez nadawcę wiadomości.
- Netmeeting.
- Notatki kontaktu.
- Podświetlanie – umożliwia wykonanie odpowiedniej czynności w odpowiedzi na daną wiadomość.
- Status na WWW – przesyła na podany serwer informacje o statusie użytkownika w formacie HTML lub XML.
- Status połączenia – śledzi stan połączenia z internetem, dopasowując do niego status użytkownika.
- Szyfrowanie – zapewnia szyfrowanie wiadomości.
- Tłumacz – umożliwia tłumaczenie dla wybranych języków.